# Ізяславський повіт
Ізяславський повіт (до 1910 року — Заславський повіт; рос. Изяславский уезд) — адміністративно-територіальна одиниця Волинської губернії Російської імперії. Повітовий центр — місто Заслав.

## Історія
Повіт знаходився в південній частині губернії. Межував на півдні з Старокостянтинівським, на заході і північному заході з Острозьким, на сході і північному сході з Новоград-Волинським повітами Волинської губернії. Займав площу 3 055 верст² (близько 3 450 км²).
Згідно з переписом населення Російської імперії 1897 року в повіті проживало 208 742 чоловік. З них 76,87 % — українці, 13,28 % — євреї, 7,0 % — поляки, 0,83 % — німці, 1,75 % — росіяни, 0,16 % — чехи.
18 березня 1921 року Західна Волинь увійшла до складу Польщі. Внаслідок цього було розділено колишній Острозький повіт — 5 його волостей (Будеразька, Здовбицька, Мізоцька, Сіянецька (окрім села Дідова Гора), Хорівська) відійшли до Польщі до складу Волинського воєводства, 9 — Ганнопільська (окрім сіл Глибочок та Жаврів), Довжоцька (окрім сіл Дуліби, Крилів, Майків, Пашуки, Черниця), Кривинська (окрім села Вільбівне), Кунівська (села Антонівка, Долоччя, Загребля, Закриничне, Заріччя, Кам'янка, Карпилівка, Кунів), Ляховецька, Плужанська, Перерослівська, Семенівська, Уніївська (окрім села Боложівка) відійшли до СРСР до складу Заславського повіту. Також до складу повіту відійшли села Баймаки та Зіньки Шумської волості колишнього Кременецького повіту
Станом на 1883 рік в повіті було 236 населених пунктів, об'єднаних у 24 волості. На 1906 рік у повіті було 412 населених пунктів, об'єднаних у 16 волостей.
|    | назва                 | центр         | містечка (7)         |
| -- | --------------------- | ------------- | -------------------- |
| 1  | Антонінська волость   | с. Антоніни   |                      |
| 2  | Білогородська волость | м. Білгородка | Білогородка, Корниця |
| 3  | Бутовецька волость    | с. Бутівці    |                      |
| 4  | Грицівська волость    | м. Гриців     | Гриців               |
| 5  | Жуківська волость     | с. Жуків      |                      |
| 6  | Ізяславська волость   | м. ІЗЯСЛАВЛЬ  |                      |
| 7  | Лабунська волость     | м. Лабунь     | Лабунь               |
| 8  | Михнівська волость    | с. Михнів     |                      |
| 9  | Новосільська волость  | с. Нове Село  |                      |
| 10 | Славутська волость    | м. Славута    | Славута              |
| 11 | Судилківська волость  | м. Судилків   | Судилків             |
| 12 | Сульжинська волость   | с. Сульжин    |                      |
| 13 | Тернавська волость    | с. Тернавка   |                      |
| 14 | Хоровецька волость    | с. Хоровець   |                      |
| 15 | Хролинська волость    | с. Хролин     |                      |
| 16 | Шепетівська волость   | м. Шепетівка  | Шепетівка            |

## Маршалки шляхти
Маршалками шляхти Заславського повіту були:
- Йосип Бурзинський герба Тривдар 1807
- Степан Краєвський герба Ясенчик 1809
- Олександр Івановський герба Лод'я 1811
- Теофіл Гумецький герба Юноша 1812
- Ян Бейзим 1820
- Еразм Рощишевський (Rościszewski) герба Юноша 1822, 1825
- Дмитро Святополк-Четвертинський.

## Ресурси мережі
- Ярослав Кукуріка. Адміністративно-територіальні перетворення Заславщини в складі Російської імперії // Гілея: науковий вісник. Вип. 55. 2011.
- Тарас Вихованець. «Генеральное описание Волынской губернии» як джерело з історії Заслава та Заславського повіту кін. XVIII — поч. ХІХ ст. [Архівовано 18 листопада 2012 у Wayback Machine.]
- Вихованець В. Заслав і повіт: заможність і слава [Архівовано 6 березня 2016 у Wayback Machine.]
- (рос.) Энциклопедический Словарь Ф. А. Брокгауза и И. А. Ефрона [Архівовано 24 січня 2012 у WebCite](рос.)
- (пол.) Юзеф Кшивіцький. Заслав (Zasław) // Słownik geograficzny Królestwa Polskiego. — Warszawa : Druk «Wieku», 1895. — Т. XIV. — S. 443. (пол.)